# مقاطعة شويلر (نيويورك)
مقاطعة شويلر (بالإنجليزية: Schuyler County)‏ هي إحدى المقاطعات في ولاية نيويورك في الولايات المتحدة الأمريكية.